# Ana Macrea
Ana Macrea (1877 - 1932) a fost un deputat la Marea Adunare Națională de la Alba Iulia, delegat din partea cercului electoral Hunedoara.
Ana Macrea a terminat școala primară și a urmat Școala Civilă de Fete.